# ازدواج همجنس در فنلاند
قانون ازدواج همجنس در فنلاند در پارلمان این کشور در ۱۲ دسامبر ۲۰۱۴ تصویب شد و در ۲۰ فوریه ۲۰۱۵ به امضای رئیس‌جمهور این کشور رسید. این قانون از تاریخ ۱ مارس ۲۰۱۷ به اجرا درآمد.
از سال ۲۰۰۲ اتحاد مدنی (فنلاندی: rekisteröity parisuhde; سوئدی: registrerat partnerskap) برای همجنس‌گرایان در دسترسی بود که مزایا و مسئولیت‌های یکسانی با ازدواج به جز مواردی همچون سرپرستی را داشت. در سال ۲۰۰۹ پارلمان این کشور قانون تغییر اتحاد مدنی را تصویب کرد به گونه‌ای که فرزندان بیولوژیکی یکی از طرفین می‌تواند تحت سرپرستی زوجین درآید.